# United States Border Patrol

Flagge

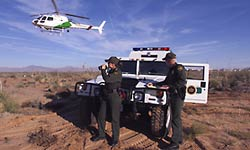
Kräfte der USBP auf Patrouille

Die United States Border Patrol (USBP) ist ein uniformierter und bewaffneter Polizeiverband der United States Customs and Border Protection (CBP), der wiederum zum Department of Homeland Security gehört. Sitz der Behörde ist das Ronald Reagan Building im Federal Triangle, Washington, D.C.

## Geschichte
Die USBP entstand am 28. Mai 1924 als eine Behörde der United States Department of Labor. Vor 2003 war die Border Patrol Teil der Behörde Immigration and Naturalization Service (INS), die Teil des Justizministeriums der Vereinigten Staaten war.

## Aufgaben
Derzeit besteht die Behörde aus über 20.000 Mitarbeitern, die eine Grenze von 19.000 Meilen zu Lande und zu Wasser überwachen. Hauptziel ist die Verhinderung der illegalen Einwanderung in das Territorium der Vereinigten Staaten, vor allem an der Grenze zwischen den Vereinigten Staaten und Mexiko. Als die Frage der Einwanderung von der Politik unter dem Gesichtspunkt der Terrorabwehr betrachtet wurde, wurden nach 2006 die Mannstärke der US Border Patrol innerhalb kurzer Zeit mehr als verdoppelt und in der Zwischenzeit im Rahmen der Operation Jump Start 6000 Mann der Nationalgarde der Vereinigten Staaten an der Grenze eingesetzt.

## Immunität der United States Border Patrol
Durch den schnellen Ausbau der United States Border Patrol wurden weder Mannschaften noch leitende Beamte sorgfältig ausgewählt und ausgebildet. In den Jahren 2007 bis 2012 haben trotz entgegenstehender Einsatzrichtlinien Beamte in mindestens zehn Fällen über die Grenze nach Mexiko geschossen und dabei in sechs Fällen völlig unbeteiligte mexikanische Bürger tödlich getroffen. Die United States Border Patrol unterliegt keiner öffentlichen, gerichtlichen Kontrolle, so dass in keinem der Fälle ein Beamter vor Gericht gestellt wurde.

## Amtsbezeichnungen und Amtskennzeichen

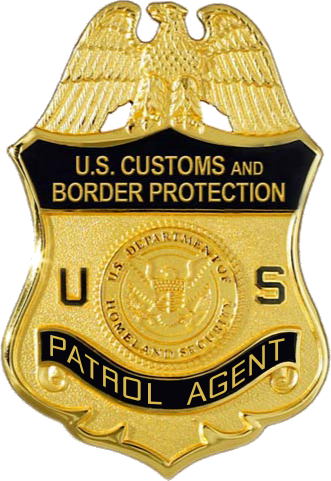
Abzeichen des Grenzschutzbeamten

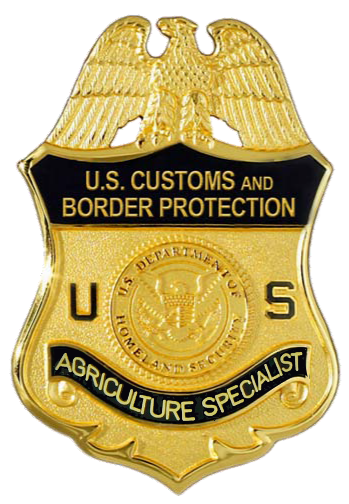
Abzeichen für Landwirtschaftsspezialisten

| Amtsbezeichnung                                       | Amtskennzeichen            | Besoldungsgruppe           | Deutsches Pendant                           |
| Border Patrol Headquarters                            | Border Patrol Headquarters | Border Patrol Headquarters | Border Patrol Headquarters                  |
| ----------------------------------------------------- | -------------------------- | -------------------------- | ------------------------------------------- |
| Chief of the Border Patrol                            |                            | SES                        | Präsident des Bundespolizeipräsidiums       |
| Deputy Chief of the Border Patrol                     |                            | SES                        | Vizepräsident beim Bundespolizeipräsidium   |
| Division Chief                                        |                            | SES                        | Abteilungsleiter im Bundespolizeipräsidium  |
| Deputy Division Chief                                 |                            | GS-15                      | Leitender Polizeidirektor                   |
| Associate Chief                                       |                            | GS-15                      | Leitender Polizeidirektor                   |
| Assistant Chief                                       |                            | GS-14                      | Polizeidirektor                             |
| Operations Officer (OPS Officer)                      |                            | GS-13                      | Polizeioberrat                              |
| Border Patrol Sectors                                 |                            |                            |                                             |
| Chief Patrol Agent (CPA)                              |                            | SES                        | Präsident einer Bundespolizeidirektion      |
| Deputy Chief Patrol Agent (DCPA)                      |                            | SES                        | Direktor in der Bundespolizei               |
| Division Chief/ACTT Director                          | GS-15                      | Leitender Polizeidirektor  |                                             |
| Executive Officer/Assistant Chief Patrol Agent (ACPA) |                            | GS-15 GS-14                | Leitender Polizeidirektor Polizeidirektor   |
| Special Operations Supervisor (SOS)                   |                            | GS-13                      | Polizeioberrat                              |
| Operations Officer (OPS Officer)                      |                            | GS-13                      | Polizeioberrat                              |
| Supervisory Border Patrol Agent (SBPA)                |                            | GS-13                      | Polizeioberrat                              |
| Border Patrol Agent (Sector Programs)                 |                            | GS-13                      | Polizeioberrat                              |
| Border Patrol Stations                                |                            |                            |                                             |
| Patrol Agent in Charge (PAIC)                         |                            | GS-15 GS-14                | Leitender Polizeidirektor Polizeidirektor   |
| Deputy Patrol Agent in Charge (DPAIC)                 |                            | GS-14 GS-13                | Polizeidirektor Polizeioberrat              |
| Watch Commander (WC)                                  |                            | GS-14 GS-13                | Polizeidirektor Polizeioberrat              |
| Special Operations Supervisor (SOS)                   |                            | GS-13                      | Polizeioberrat                              |
| Supervisory Border Patrol Agent (SBPA)                |                            | GS-13                      | Polizeioberrat                              |
| Border Patrol Agent (BPA)                             | keine                      | GL-5, 7, 9, GS-11, 12      | Polizeirat Polizeiassessor Polizereferendar |